# Albert Runbäck
Albert Julius Runbäck, född 30 augusti 1894 i Gårdby församling, Kalmar län, död 4 april 1974 i Båstads församling, Kristianstads län, var en svensk kyrkomusiker och tonsättare.
Runbäck studerade vid Kungliga musikkonservatoriet 1912–1914. Han var organist och kantor i Båstad och Hov 1917–1959. Han invaldes som associé nr 211 i Kungliga Musikaliska Akademien den 14 november 1957 och blev ledamot 761 den 1 juli 1971. År 1959 tilldelades han medaljen Illis quorum.

## Verk (urval)
- Runbäck Albert, Åhlén Waldemar, red. Postludier Del 1 för kyrkoårets samtliga sön- och helgdagar. Stockholm: Nordiska musikförlaget. Libris 8978145
- Runbäck Albert, Åhlén Waldemar, red (1936). Postludier 2 för kyrkoårets samtliga sön- och helgdagar. Stockholm: Nordiska musikförlaget. Libris 8981306
- Runbäck, Albert; Peters Knut (1939). Kantat på den helige Mikaels dag eller ungdomsdag. Stockholm: Nordiska musikförlaget. Libris 12294375
- Runbäck Albert, red (1946). Orgelmusik vid jordfästning. Stockholm: Nordiska Musikförlaget. Libris 8858374
- Runbäck Albert, red (1949). Orgelmusik vid högmässans avslutning. Stockholm: Nordiska musikförl. Libris 8853593
- Runbäck, Albert; Gotter L. A., Berggren A.F (1957). Han på korset, han allena. Stockholm: Nordiska musikförlaget. Libris 12294183
- Runbäck, Albert (1959). Tre Davids psalmer solosånger med orgel. Västerås: Norbergs musikförl. Libris 8554387'* Sång och psalm hymnarium för diskantröster. Stockholm: Nordiska musikförlaget. 1959. Libris 11176587
- Runbäck, Albert (1967). Orgel-mässa över gammalkyrkliga melodier. Stockholm: Erikförl. Libris 2462495
- Runbäck, Albert; Hjort Gunnar, Nilsson Paul (1969). Vid livets gräns solosånger vid jordfästningar och musikandakter. Klockrike: Noteria. Libris 12450879
- Runbäck, Albert (1972). En blomma för sång och piano. Erik. Libris 9615266
- Runbäck, Albert (1972). Sju koralbearbetningar för orgel. Slite: Wessman. Libris 2723719
- Runbäck, Albert (1973). En kostelig ting morgon och aftonhymner för solo eller unison kör. Klockrike: Noteria. Libris 10081654
- Mankell, Gustaf; Runbäck Albert. 20 melodiösa orgelpraeludier i de mest brukliga tonarterna till begagnande vid allmänna svenska gudstjensten. Slite: Wessman. Libris 2721489
- Runbäck, Albert (1989). Mariasånger solosånger med orgel. Klockrike: Norbergs musikförl. Libris 1162904

### Körverk
- I Kyrkan
  - 3. Stilla natt
  - 6. Änglarna och herdarna
  - 12. Passionshymn
  - 16. Livets seger
  - 17. Till fadern i det höga
  - 18. Pingstundret
  - 19. Vi fira pingst
  - 20. Treenighetshymn
  - 22. Simeons lovsång
  - 24. Naturens lovsång
  - 26. Den stora skaran
  - 28. En morgonsol
  - 33. Vår Gud är helig
  - 36. Bön vid Gudstjänsten

- Tre körpreludier (Gunnar Hjort)
  - Gud är här tillstädes
  - Med trones blick
  - En jublande sång

- Vi människor
- En salig fröjd den dag beskär
- Dig, Helge Ande, bedja vi
- Bön i advent
- Magnificat
- Bön för hemmet (Gunnar Hjort)
- Den ljusa dag framgången är

### Sånger
- En blomma (Viktor Rydberg)

- Från advent till domsöndag, del I
  - 1. Advent (Paul Nilsson)
  - 2. Bön i advent (Gunnar Hjort)
  - 3. I signad juletid (Z Topelius)
  - 4. Gläd dig, du helga kristenhet (Sv.ps. 59:1, 5, 7)
  - 5. Himlaljusets milda sken (Ur 1914 års Hymnarium)
  - 6. Medan tidens stunder ila (Sv.ps. 462:3, 8)
  - 7. Lys helga stjärna (Sv.ps. 68:1, 5)

- Från advent till domsöndag, del II
  - 8. Se på Jesus, när du lider (Sv.ps. 391:5, 7)
  - 9. Offret stundar (J.O. Wallin)
  - 10. Vid Golgata (Gunnar Hjort)
  - 11. Kristus helgat mörka griften (Paul Nilsson)
  - 12. Uppstånden är vår Herre Krist (Ur 1914 års Hymnarium)
  - 13. Min frälsare lever (Paul Nilsson)
  - 14. Kommen till mig (Matt. 11:28-30)
  - 15. Vägen, sanningen och livet (Ur 1914 års Hymnarium)

- Från Advent till Domsöndag, del III - Pingst, Trinitatis
  - 16. I pingstene tid (Ur 1914 års Hymnarium)
  - 17. O Helge Ande, sänk dig ned (Ur Musica Sacra)
  - 18. O Herre Gud, oändelig (Sv.ps. 564:2, 3, 5)
  - 19. Jag ser Guds spår (Sv.ps. 564:2, 3, 5)
  - 20. På Tabors ljusa höjd (Paul Nilsson)
  - 21. Låt ljus från höjden skina (S. Alin)
  - 22. Höjen jubel (Psalt. 100)
  - 23. Allhelgonatid (Gunnar Hjort)
  - 24. Frukta dig icke (Luk, 12:23)
  - 25. En herrdag i höjden (Sv.ps. 591)

### Orgelverk
- Urbs beata Jerusalem
- Sju koralbearbetningar
  - Lætabundus
  - In dulci jubilo
  - Den kärlek du till världen bar
  - Vicimæ paschali
  - Jesus Krist, vår Frälserman
  - Ack saliga dag
  - Eja, mitt hjärta, hur innerlig

- Postludier del I
- Postludier del II
- Postludier del III